# Domingo Mandrafina
Domingo Roberto Mandrafina, detto Cacho (Buenos Aires, 2 novembre 1944), è un fumettista argentino.

## Biografia
Debuttò professionalmente come disegnatore nel 1969, incontrando negli anni settanta alcuni dei massimi esponenti della scrittura per fumetti argentina del dopoguerra, come Guillermo Saccomanno col quale produsse il personaggio di Cayenna, Carlos Trillo autore di Dragger e, soprattutto, Robin Wood, col quale diede vita al suo personaggio più famoso, Savarese, italoamericano emigrato per necessità negli Stati Uniti e lì divenuto il primo degli agenti della neonata FBI.
In Italia le sue opere vennero pubblicate dalla Eura Editoriale.
Di recente, nel 2003 e nel 2009, ha disegnato anche per la testata di Dylan Dog.